# P.J. Soles
P.J. Soles, właśc. Pamela Jayne Hardon (ur. 17 lipca 1950 we Frankfurcie) – amerykańska aktorka niemieckiego pochodzenia.

## Życiorys
W latach 70. rozpoczęła karierę modelki. Zwróciła na siebie uwagę reżysera Briana De Palmy, który obsadził ją w swoim filmie Carrie (1976), zrealizowanym na podstawie powieści Stephena Kinga. Dwa lata później wcieliła się w postać Lyndy w horrorze Johna Carpentera Halloween, który przyniósł jej pewną popularność. Zagrała również w takich projektach jak Szeregowiec Benjamin, Szarże oraz Rock ’n’ Roll High School. Była trzykrotnie zamężna, między innymi z aktorem Dennisem Quaidem. W późniejszych latach grała w filmach, które nie odnosiły większych sukcesów. W 2005 wystąpiła w thrillerze Bękarty diabła, gdzie zagrała drugoplanową rolę Susan.